# Višelnica
Višelnica – wieś w Słowenii, w gminie Gorje. W 2018 roku liczyła 75 mieszkańców.